# Arkikus App
Arkikus App és una aplicació mòbil dirigida a dispositius iOS i Android, creada per una companyia espanyola, Arkikus.
Aquesta aplicació permet a l'usuari visualitzar reconstruccions de llocs patrimonials a través de la realitat virtual, mostrant l'estat original dels edificis o patrimonis històrics.

## Història
El projecte de l'aplicació Arkikus App s'inicia quan Iker Ordoño i Arantxa Satrústegui (membres de l'equip Arkikus) realitzen un viatge al Machupichu, on es plantegen com hauria sigut aquell lloc al passat. Aquesta qüestió els acaba portant a presentar el projecte de l'aplicació al concurs ActuaUPM de la Universidad Politécnica de Madrid (UPM) del 2016, en el qual guanyen el premi a millor Idea de Negoci i millor StartUp.
Després d'això els quatre socis que integren l'empresa (els arquitectes Iker Ordoño, Arantxa Satrústegui i Gonzalo Álava, i l'arqueòleg Javier Ordoño) s'inicien en la creació de l'aplicació amb el propòsit d'impulsar la transmissió del patrimoni amb l'ús de noves tecnologies, per tal d'augmentar el turisme cultural dels monuments històrics i els seus entorns socioeconòmics.
Fins al moment, aquesta aplicació Basca ha dut a terme la reconstrucció visual del Convent de Santa Catarina d'Àlaba, el Castell de Sant Vicente de La Rioja, i permet recórrer els carrers de la ciutat de Vitòria de 1850.
Aquestes reconstruccions acaben portant a Arkikus als FITUR 2019, on son nombrats pel Ministerio de Turismo com una de les millors aplicacions de guia turística del 2018 a Espanya.

## Contingut de l'aplicació
Arkikus, amb la seva app, mostra reconstruccions virtuals de llocs arquitectònics, utilitzant una sobreposició de reconstruccions virtuals realistes en imatges de ruïnes existents en l'actualitat.
Tot aquest contingut està elaborat a partir de mapes, tríptics turístics i imatges antigues amb les quals l'empresa realitza una investigació arqueològica per després dur a terme la reconstrucció en tres dimensions a partir dels gestors locals del patrimoni. Aquestes reconstruccions digitals tant estan disponibles en format tàctil per les pantalles dels dispositius mòbils, com poden ser vistes a través d'ulleres de realitat virtual a 360°.